# La Nature

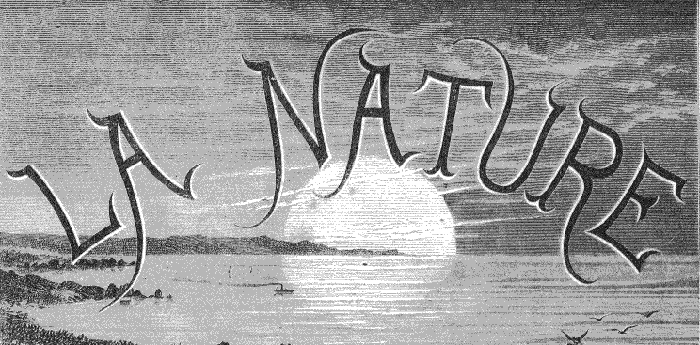

A La Nature foi uma revista francesa dedicada à divulgação e popularização da ciência, fundada em 1873 pelo cientista e aventureiro Gaston Tissandier. A revista recebeu também uma enorme contribuição de tempo e esforço do seu irmão, Albert Tissandier.
A La Nature era uma revista, essencialmente ligada à Natureza (tal como no título indica), publicando estudos complexos sobre o meio ambiente francês e mundial.
Em 1972, ela foi absorvida pela La Recherche.